# Igor Jewgenjewitsch Lewitin

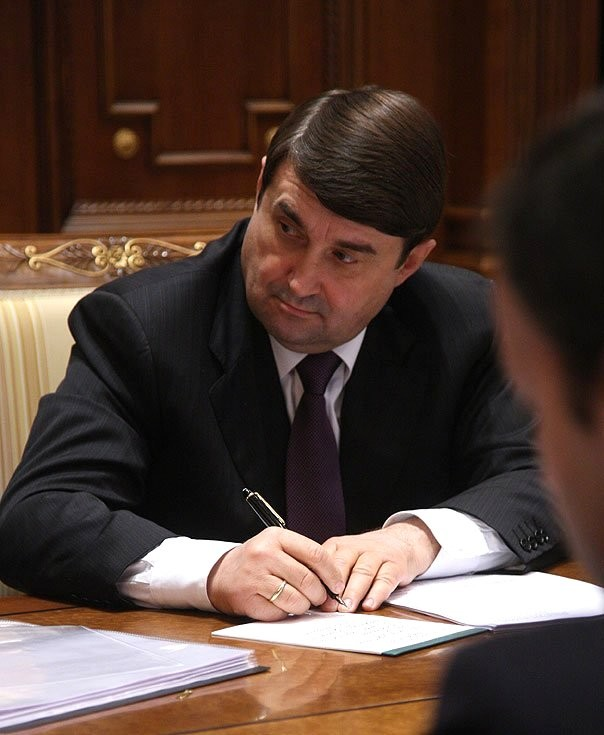
Igor Lewitin als russischer Verkehrsminister (2010)

Igor Jewgenjewitsch Lewitin (russisch Игорь Евгеньевич Левитин; * 21. Februar 1952 in Zebrykowe bei Odessa, Ukrainische SSR, Sowjetunion) ist ein russischer Politiker. Von Mai 2004 bis Mai 2012 war er Verkehrsminister in der Regierung der Russischen Föderation. Er bekleidet den Rang eines Wirklichen Staatsrats 1. Klasse der Russischen Föderation.

## Leben
Lewitin absolvierte im Jahr 1973 die Leningrader Militärschule für Eisenbahntruppen und durchlief zunächst eine militärische Laufbahn in den Eisenbahntruppen der sowjetischen Armee, er war unter anderem in der Ukrainischen SSR, in Ungarn sowie an der Baikal-Amur-Magistrale stationiert. Im Jahr 1983 schloss er an der Militärakademie für Logistik und Transport ein Ingenieursstudium ab. 1994 verließ Lewitin die Armee im Rang eines Obersten. Im Jahr 1998 wurde er stellvertretender Generaldirektor von Sewerstaltrans, dem Transportunternehmen des Metallurgiekonzerns Severstal.
Am 9. März 2004 wurde Lewitin zum Minister für Telekommunikation und Verkehr ernannt, seit dem 20. Mai 2004 war er Verkehrsminister der Russischen Föderation. Dieses Amt bekleidete er bis zum 21. Mai 2012, als die neue Regierung unter Dmitri Medwedew vereidigt wurde. Sein Nachfolger wurde Maxim Sokolow. Er ist zudem Aufsichtsratsvorsitzender bei Aeroflot sowie Vorstandschef des Flughafens Moskau-Scheremetjewo.
Ab September 2020 war er Präsident der European Table Tennis Union (ETTU). Nachdem die ETTU alle russischen Funktionäre wegen des russischen Krieges gegen die Ukraine suspendiert hatte, trat Lewitin im März 2022 von dem Amt zurück.